# Cephalocoema glabra
Cephalocoema glabra är en insektsart som beskrevs av Liana 1972. Cephalocoema glabra ingår i släktet Cephalocoema och familjen Proscopiidae. Inga underarter finns listade i Catalogue of Life.